# インザパーク
インザパークは、SHUプロモーションに所属する日本のお笑いコンビ。2020年1月3日結成。

## メンバー
寺田ランデヴー　(てらだランデヴー、1991年8月8日　(32歳)　-　)
- 静岡県磐田市出身。身長169cm、69kg。
- 太田プロエンタテインメント学院5期生
- 早稲田大学お笑い工房LUDO出身

義明　(よしあき、1982年2月1日　(42歳)　-　)
- 岡山県津山市出身。B型、172cm、65kg
- 以前はメロンジャック、未確認ほにゃらら、3outとして活動していた。

## ラーメン屋の師匠
ラーメン屋の師匠（ラーメンやのししょう）は、ラーメン屋で繰り広げられるコント動画を投稿しているインザパーク（インザパーク）らによるYouTubeのチャンネルである。

## 経歴
- 浜松漫才グランプリ2023 優勝[3]